# Дама в чёрном (фильм)
«Дама в чёрном» (швед.: Damen i svart) — шведский детективный триллер 1958 года режиссёра Арне Маттссона.
Первый из пяти фильмов режиссёра по сценариям Фольке Меллвига о частным детективе Джоне Хиллмане, его колоритной жене Кайсе и друге Фредди, следующие: «Манекен в красном» (1958), «Всадник в синем» (1959), «Дама в белом» (1962) и «Жёлтая машина» (1963).
Классика шведского кино — регулярно демонстрируется по телевидению, так, Телевидение Швеции показывало его в ноябре 2019 года. 
Сценарий был опубликован в виде одноимённой книги, в 2009 году вошла в числе «классических» 1000 шведских книг, фильмов, пластинок и телешоу с 1956 по 2009 год. 

## Сюжет
Частный детектив Джон Хиллман со своей женой Кайсой навещают друзей в пригороде. Они узнают, что недавно в этих местах таинственным образом исчезли несколько человек. Ночью на мельнице исчезает молодая леди. Ее видели уходящей, чтобы отправить письмо, и впоследствии она пропала. В ту же ночь видели Даму в чёрном — «семейное привидение». И многие жители этого захолустья ведут себя загадочно. Джон Хиллман вызывает своего помощника Фредди, и троица начинает расследование.

сценаристы, похоже, были вдохновлены классической детективной комедией «Тонкий человек» (1934), в которой детективы Ник и Нора Чарльз легкомысленно разгадывали тайны. Веселые и любознательные супруги-детективы, изворотливый, заикающийся помощник (который заменяет собаку Асту в вышеупомянутом фильме) и уверенная режиссура Арне Маттссона в триллере — вот большие преимущества. Смех и дрожь эффектно смешаны в истории об убийце на рабочей ферме, который использует легенду о домашнем призраке Чёрной леди в своем коварном плане. Черно-белая съёмка оператора Свена Нюквиста усиливает жутковатость, а финал немного удивляет.
Оригинальный текст (англ.)damenisvartManusförfattarna av det första kapitlet i Hillman-serien verkar ha inspirerats av klassiska deckarkomedin Den gäckande skuggan (1934), där William Powell och Myrna Loy lättsamt löste mysterier. Karl-Arne Holmstens och Annalisa Ericsons muntra och nyfikna detektiver, Nils Hallbergs knasige, stammande hjälpreda (som ersätter hunden Asta i nämnda film) samt Arne Mattssons säkra thrillerhandlag är de stora fördelarna. Skratt och rysningar blandas effektivt i berättelsen om en mördare på en bruksgård som använder legenden om husspöket Svarta Damen i sin lömska plan. Sven Nykvists svartvita foto förstärker kusligheterna och slutet överraskar en smula.
— Hedmarkreviews, 2008

## В ролях
- Карл-Арне Холмстен — Джон Хиллман, частный детектив
- Аннализа Эриксон -Кайса Хиллман, его жена
- Нильс Халльберг — Фредди Шестрем, помощник Хиллмана
- Анита Бьёрк — певица фон Шильден
- Свен Линдберг — Кристиан фон Шильден, её муж
- Иза Квенсел — Сесилия фон Шильден, его сестра
- Лена Гранхаген — Соня Свенссон, модель
- Сиф Руд — Ассана Энгстрем, скульптор
- Леннарт Линдбергг —  Бьерн Сандгрен
- Торстен Винге — Ханссон, таинственный человек
- Оке Линдман — Дэвид Фром
- Ингрид Бортен — Дагмар Фром, его жена
- Соня Вестерберг — Майя
- Кэтрин Берг — Энн-Мари Ханссон
- Джон Норман — Андерссон
- Маргарета Бергман — Нанна, экономка
- Котти Чейв — Ассуне Эргрен
- Курт Левгрен — Эрик
- Джон Мелин — водитель автобуса
- Пер-Аксель Аросениус — Йоханссон, полицейский